# USS Assertive (AMc-65)
USS Assertive (AMc-65) – trałowiec typu Accentor. Pełnił służbę w United States Navy w czasie II wojny światowej.
Jego stępkę położono w 5 kwietnia 1941. Otrzymał nazwę "Avenge" 17 maja 1941. Przemianowany na "Assertive" 23 maja 1941. Zwodowano go 19 listopada 1941. Wszedł do służby 7 marca 1941.
W czasie wojny pełnił służbę na Atlantyku w pobliżu wschodniego wybrzeża USA.
Wycofany ze służby 30 listopada 1945. Skreślony z listy jednostek floty 19 grudnia 1945. Sprzedany w 1946.